# Sorokpolány
Sorokpolány là một thị trấn thuộc hạt Vas, Hungary. Thị trấn này có diện tích 13,29 km², dân số năm 2010 là 861 người, mật độ 65 người/km².